# Fglrx
Fglrx – sterownik do kart graficznych ATI Radeon oraz ATI FireGL dla systemu Linux. Nazwa pochodzi od ang. "FireGL and Radeon for X". 

## Krytyka
ATI/AMD – producent Fglrx jest często krytykowany w środowisku open-source z powodu udostępniania Fglrx na własnościowej licencji oraz z powodu braku pełnej funkcjonalności sterownika. Zdarzają się problemy ze stabilnością i wydajnością. Z tych powodów wiele osób decyduje się na korzystanie z alternatywnych sterowników.